# Бельський Йосип Олександрович
Йосип Олександрович Бельський (біл. Іосіф Аляксандравіч Бельскі, 21 серпня 1903 — 25 червня 1966) — партійний діяч БРСР, Голова Верховної Ради Білоруської РСР (1949—1955) та депутат 2-го і 4-го скликань, Герой Радянського Союзу (1944). У роки німецько-радянської війни один з керівників комуністичного підпілля Мінської та Гомельської областей.

## Біографія
Народився 21 серпня 1903 року у селі Лошиця (нині мікрорайон Мінська) у селянській родині. Білорус.
З 1921 року на господарській і партійній роботі в БРСР.
В 1941 році закінчив Промислову академію у Москві.
З червня 1941 року під час німецько-радянській війні знаходився на підпільній партійній роботі в Мінській та Гомельській областях, був головою Мінського підпільного обкому КП(б)Б, одним з організаторів підпілля і партизанського руху. Брав участь у створені 63 підпільних організацій, в розгромі багатьох ворожих гарнізонів та інших бойових операцій.
Після війни полковник Бельський у запасі. Працював головою Мінського міськкому партії.
У 1948—1958 роках був головою Білоруської республіканської Ради профспілок. На XX, XXI і XXII з'їздах компартії Білорусі Йосип Бельський обирався членом ЦК. Також був депутатом Верховної Ради БРСР 2-го і 4-го скликань.
Помер 25 червня 1966 року.

## Звання та нагороди
15 серпня 1944 року Йосипу Олександровичу Бельському присвоєно звання Героя Радянського Союзу.
Також нагороджений:
- орденом Леніна
- орденом Червоного Прапора.
- 2-ма орденами Трудового Червоного Прапора.
- медалями